# Amarene brusche di Modena
La confettura di amarene brusche di Modena, chiamate anche marene, è un prodotto tipico della regione Emilia-Romagna, riconosciuto dall'indicazione geografica protetta (IGP).
La confettura è prodotta utilizzando i frutti di varietà e cultivar di ciliegio acido raccolti nella provincia di Modena e alcuni comuni della parte occidentale della città metropolitana di Bologna.

## Storia
La coltivazione del ciliegio, generalmente accorpato in gruppi di pochi esemplari, è sempre stata presente nelle case rurali del modenese, come attestato nel 1820 dal botanico Giorgio Gallesio.
Nel 1882 avvenne il primo esperimento documentato di coltivazione intensiva di ciliegi da parte dell'avvocato Luigi Mancini di Vignola.. La zona, caratterizzata da terreni permeabili, drenati e freschi, si rivelò particolarmente adatta alla cerasicoltura estensiva e divenne un'alternativa redditizia contro l'epidemia di fillossera nei vigneti e il declino della bachicoltura di fine Ottocento. L'ottima qualità dei frutti trovò ampio spazio nel mercato nazionale e nelle esportazioni., mentre la maggiore disponibilità di ciliegie acide favorì l'industria di trasformazione e conservazione, che si sviluppò a partire dal decennio 1915-1925, prima in piccoli laboratori artigiani fino alle moderne piccole e medie aziende. In particolare, dalla prima metà del XX secolo divengono molto famose le amarene trasformate dalle aziende dolciarie Fabbri 1905 e Toschi Vignola.
L'uso gastronomico della confettura di ciliegie nella cucina modenese è attestata fin dal Rinascimento. Risale infatti al 1662 la prima ricetta di confettura di ciliegia acida, contenuta nel manuale L'arte di ben cucinare et istruire di Bartolomeo Stefani. Le modalità di preparazione della confettura modenese è altresì registrata in alcuni ricettari del XIX secolo») e nel manuale di Ferdinando Cavazzoni, credenziere di Casa Molza.

## Produzione
La confettura di amarene brusche di Modena è costituita da almeno il 70% di frutta delle seguenti varietà: Amarena di Castelvetro, Amarena di Vignola dal peduncolo corto, Amarena di Vignola dal peduncolo lungo, Amarena di Montagna, Amarena di Salvaterra, Marasca di Vigo, Meteor, Mountmorency e Pandy.
I frutti sono raccolti tra il 20 maggio e la fine di luglio, ed avviati alla lavorazione entro poche ore. Viene aggiunto saccarosio in quantità massima del 35% e una minima parte di acido citrico quale correttore di acidità. Il prodotto viene quindi bollito e ridotto per evaporazione (a fuoco diretto o sottovuoto), infine confezionato in barattoli di vetro o di latta.

## Zona di produzione
La zona di produzione, condizionamento e trasformazione della confettura "Amarene brusche di Modena IGP" è costituita da tutti i comuni della provincia di Modena e da quelli limitrofi della confinante città metropolitana di Bologna (Anzola nell'Emilia, Bazzano, Castel d'Aiano, Castello di Serravalle, Crespellano, Crevalcore, Monte San Pietro, Monteveglio, San Giovanni in Persiceto, Sant'Agata Bolognese, Savigno e Vergato).